# 鄭玉麟
鄭玉麟，字緯生，贵州贵阳人，清朝政治人物、同進士出身。

## 生平
光緒二十年（1894年）太后六旬甲午恩科進士，三甲一百七十六名，后官雲南知縣。